# نادي موور غرين لكرة القدم
نادي موور غرين هو نادي كرة قدم بريطاني أٌسس عام 1901.